# 田中茂 (オートレース選手)
田中 茂（たなか しげる、1976年12月6日 - ）は、日本のオートレース選手。福岡県出身。26期、飯塚オートレース場所属。

## 選手データ
- プロフィール
  - 選手登録 1999年4月1日
  - 身長　165.6cm
  - 体重　56.6kg
  - 血液型　AB型
  - 趣味　ウォーキング

- 戦歴 
  - 通算優勝回数:49回
  - グレードレース(SG,GI,GII)優勝回数:15回
  - 全国区レース優勝回数:6回（SG4回・プレミアムカップ2回）
  - SG優勝回数:4回
  - GI優勝回数:7回
  - GII優勝回数:4回
  - 年間最多優勝選手:1回
  - 年間最多勝利選手:1回
  - 全国競走成績第1位:3回

- 受賞歴
  - 最優秀選手賞:1回
  - 優秀選手賞:1回
  - 日刊三賞・殊勲賞:1回

## 略歴
- 2004年
  - 8月25日、GI第47回ダイヤモンドレース（飯塚オートレース場）優勝。競走車呼名は「S・アーロン」。競走タイムは3.420。
- 2005年
  - 7月3日、共同通信社杯GIプレミアムカップオートレース2005 IN SUMMER（山陽オートレース場）優勝。競走タイムは3.556。
  - 8月24日、福岡ソフトバンクホークス杯GI第48回ダイヤモンドレース（飯塚オートレース場）優勝。競走タイムは3.406。
  - 上記のGI第48回ダイヤモンドレース優勝戦がオートレースベストマッチ・オブ・ザ・イヤー2005に選出され、ファン感謝祭にて表彰される。
- 2006年
  - 9月24日、ソフトバンクホークス杯SG第10回オートレースグランプリ（飯塚オートレース場）でSG初制覇。競走車呼名は「S・アーロン」。競走タイムは3.349。
  - 10月11日、千葉ロッテマリーンズカップGI第56回船橋オート祭（船橋オートレース場）優勝。競走タイムは3.360。
  - 10月25日、GII第17回若獅子杯争奪戦（山陽オートレース場）優勝。競走タイムは3.360。
  - 11月5日、SG第38回日本選手権オートレース（浜松オートレース場）優勝。競走タイムは3.324。
  - 12月24日、SG第21回スーパースター王座決定戦（川口オートレース場）優勝。競走タイムは3.308。この優勝により、島田信廣（11期）・片平巧（19期、船橋オートレース場所属）・高橋貢（22期、伊勢崎オートレース場所属）に次いで史上四人目となる年間SGレース3連覇を達成。更に、年間獲得賞金額が1億円を突破する。
  - この年のオートレース選手表彰にて最優秀選手賞を初受賞。更に、日刊スポーツ第19回オートレース三賞の殊勲賞を受賞。
- 2007年
  - 平成19年度前期適用全国選手ランクにて、自身初となるS級第1位となる。
  - 3月6日、第41回GII春のスピード王決定戦（浜松オートレース場）優勝。競走タイムは3.381。
  - 3月25日、共同通信社杯GIプレミアムカップオートレース2007 IN WINTER（山陽オートレース場）優勝。競走タイムは3.361。
  - 5月30日、開場42周年記念スポニチ杯GI第13回平成チャンピオンカップ（山陽オートレース場）で競走タイム3.319という、8周回戦のレコードタイム（2004年4月1日より使用されている新型タイヤ「KR-73S」での記録）で優勝を飾る。
- 2008年
  - 1月10日、2007年度オートレース選手表彰にて優秀選手賞を初受賞。
  - 11月3日、SG第40回日本選手権オートレース（山陽オートレース場）優勝。競走タイムは3.325。
- 2009年
  - 3月11日、オートレース情報ライブ杯GIIグランプリ（伊勢崎オートレース場）優勝。競走タイムは3.384。
  - 5月13日、サッポロビール GI第32回黒潮杯（船橋オートレース場）優勝。競争タイムは3.349。
- 2017年
  - 4月5日、GIIオーバルチャンピオンカップ（飯塚オートレース場）優勝。競走タイムは3.353。

## 人物
田中茂は、2006年の後期、そして2007年前半においてオートレース界で最も勢いのあった選手である。
幼少の頃、祖父に連れられて行った飯塚オートレース場でオートレースに出会った田中はその時からオートレースに魅せられてしまった。「オートレースの選手になりたい」ではなく、「オートレースの選手になる」という決意の下、身長制限に引っかからないように筋トレを弛まず行い、高校は選手になる日のために機械科を選ぶなど、その決意は並々ならぬものであった。
高校二年生の時に第24期選手候補生選抜試験を受験したが、この時は不合格に終わった。その後、高校を卒業すると共に溶接工場に就職した。これも選手になってからの事を考えての選択だった。だが、その就職直後に行われた第25期選手候補生選抜試験でも不合格となってしまった。しかし田中の決意は揺るがず、三度目となった第26期選手候補生選抜試験に合格した。
1999年7月、養成所を卒業した田中は自身の郷里でもある飯塚オートレース場に配属された。ここで田中は「飯塚の鉄人」桝崎正（7期、飯塚オートレース場所属。2002年引退）の弟子となる。当時、26期にはデビュー直後から才能を開花させた逸材が多く存在した。勝ち上がり権を獲得した最初の節で、2世選手である木村武之（きむら たけし。浜松オートレース場所属）、竹中修二（飯塚オートレース場所属）がいきなり優勝を飾った。その翌年には、久門徹（飯塚オートレース場所属）がスーパースター王座決定戦に出場するなど、活躍を見せていた。
一方、その頃の田中は桝崎の過酷な指導を受けながら同期の活躍を眺める日々を送っていた。桝崎の指導は苛烈を極めていた。普通、新人選手が自分の競走車を整備する時は師匠なり兄弟子なりが手伝ってやるものなのだが、桝崎は田中の整備を手伝うどころか、田中が自分で自分の競走車を整備することすら禁止し、自分の乗る1級車の整備を手伝わせていた。たとえレースで1着を獲っても桝崎は眉一つ動かさずに問題点を指摘し、時には「ケツバット」をすることもあったと言う。一見するとこれらの指導は単なる扱きに思われるが、これらは全て選手として大成するための基礎を叩き込むためのものであった。実際、桝崎の弟子の多くは遅咲きの選手が多い。
こうした指導の結果、田中は若手随一の整備技術と、どんな条件の走路にも合わせられる技量を獲得し、師匠である桝崎をして「選手としてのセンスは浦田（浦田信輔、23期、飯塚オートレース場所属。田中の兄弟子にあたる）以上のものがある」と言わしめる程の選手へと成長した。そして、2004年に待望のGIタイトルを獲得すると、瞬く間に全国区の活躍を見せるようになり、2006年にはSG競走を連覇、グレードレース4連覇という快挙を達成したのである。
これまでに制覇したグレードレースはその大半が機力を生かした展開だったが、田中自身はかつての片平巧のような追い上げるレース展開を好んでおり、また目標としている。
当初は「スター性に欠ける」という評価が一般的であったが、現在ではマイクパフォーマンスがある種の名物となっている。表彰式のあるレースでは開口一番に「どんなもんじゃい!!」と叫ぶのがお約束となっている。ただ、2006年10月25日に開催されたGII第17回若獅子杯争奪戦の表彰式では、2006年10月13日に不慮の事故で殉職した同期の橋本和美を想い、「和やったぞ!!」と絶叫した。その後のSG第21回スーパースター王座決定戦の優勝選手インタビューでは、レースが行われたのがクリスマスイブであったことから「メリークリスマス!!」と叫んでいた。また、2006年11月5日に浜松オートレース場で開催され、優勝を果たしたSG第38回日本選手権オートレースのウイニング・ランでは橋本の遺影を胸に抱いて競走路を走り、表彰式でもその遺影を放す事はなかった。
2008年元日に放送されたTBS「スポーツマンナンバー1決定戦」にオートレース界を代表して出場している。